# Maria Luisa Boccia
Maria Luisa Boccia (Roma, 20 giugno 1945) è una filosofa e politica italiana.

## Biografia
Filosofa e docente universitaria di filosofia politica all'Università di Siena, ha iniziato ad occuparsi di politica nel 1964, militando nel PCI con un particolare interesse per la questione femminile. È la nipote del leader storico della sinistra Pietro Ingrao.
È stata fondatrice negli anni settanta della rivista femminista Reti, e di Rosa, Quaderno di studio e di movimento sulla condizione della donna, rivista gestita da un collettivo di donne tra cui Fiamma Nirenstein e la poetessa Biancamaria Frabotta.
Come studiosa di filosofia ha collaborato e collabora con riviste e centri di ricerca, tra i quali il "Centro studi e iniziative per la Riforma dello Stato", la "Fondazione Basso", il "Centro studi filosofici Mario Rossi".
Fa parte del movimento pacifista ed è autrice di saggi sul rapporto tra donne e politica, sul "pensiero della differenza", e su grandi temi sociali connessi alle tematiche femminili.
Nell'aprile 2006 è stata eletta senatrice nelle liste di Rifondazione Comunista.
Dopo le Elezioni politiche del 2008 non viene rieletta in Parlamento.
Al Congresso si schiera con la mozione di Nichi Vendola, e poi partecipa alla costruzione del Movimento per la Sinistra e di Sinistra Ecologia Libertà, partito nel quale ricopre ora il ruolo di presidente dell'assemblea nazionale.
Alle elezioni politiche del 2013 è candidata capolista al Senato nelle Marche con Sinistra Ecologia Libertà, ma non viene eletta.
Dal 2015 al 2024 è stata Presidente del Centro per la Riforma dello Stato.

## Opere
- L'io in rivolta. Vissuto e pensiero di Carla Lonzi, La Tartaruga, 1990
- L'eclissi della madre, con Grazia Zuffa, Pratiche Editrice, 1998
- Miracolo della libertà, declino della politica. Rileggendo Hannah Arendt e Simone Weil (a cura di Ida Dominijanni), in "Motivi di libertà", Angeli, Milano, 2001
- La differenza politica, Il Saggiatore, 2002
- L'eredità simbolica, in "Il manifesto comunista centocinquanta anni dopo", Manifestolibri, Roma, 2002